# Hicham Hamdouchi
Hicham Hamdouchi (ur. 8 października 1972 w Tangerze) – francusko-marokański szachista, arcymistrz od 1994 roku. Aktualnie reprezentuje Maroko.

## Kariera szachowa
Od końca lat 80. jest najlepszym szachistą w swoim kraju, w 1994 zostając pierwszym w historii Marokańczykiem, któremu Międzynarodowa Federacja Szachowa nadała tytuł arcymistrzowski. W latach 1988–2004 jedenastokrotnie zwyciężał w indywidualnych mistrzostwach Maroka. W latach 1997–2004 pięciokrotnie startował w pucharowych turniejach o tytuł mistrza świata, najlepszy wynik uzyskując w 2004 w Trypolisie, gdzie po zwycięstwach nad Aleksandrem Motylowem i Siergiejem Kudrinem awansował do III rundy (w której przegrał z Michaelem Adamsem). W 2001 zdobył  w Kairze tytuł mistrza Afryki, natomiast w latach 2002 (w Casablance) i 2004 (w Dubaju) dwukrotnie triumfował w indywidualnych mistrzostwach państw arabskich. W 2013 zdobył w Nancy złoty medal indywidualnych mistrzostw Francji.
Wielokrotnie brał udział w międzynarodowych turniejach, sukcesy odnosząc m.in. w Ceucie (1992, dz. I m.), Montpellier (I m. w latach 1993, 2000, 2004), Sitges (1994, dz. I m.), Casablance (1994, dz. I m.), Dos Hermanas (1998, I m.), Metzu (1998, dz. II m.), Bolzano (1998, dz. I m.), Dżerbie (1998, dz. I m.), Vila Real de Santo António (1999, dz. II m.), Waischenfeldzie (2000, II m.), Saint-Vincent (2000, dz. I m.), Andorze (2000, dz. II m.), Coria del Río (2002, I m.), Belforcie (2002, I m.), Nicei (2002, dz. I m.), Calvi (2005, dz. II m.), Castelldefels (2005, dz. I m. wraz z Liviu-Dieterem Nisipeanu), Tazie (2005, dz. I m. ze Slimem Belkhodją), Montpellier (2006, dz. I z Radosławem Jedynakiem, Stanisławem Sawczenką, Marcinem Dziubą i Markiem Hebdenem), Salou (2006, dz. I m. wraz z m.in. Kevinem Spraggettem), Saint-Affrique (2007, I m.), Genewie (2008, dz. I m. wspólnie z Nenadem Šulavą), Montpellier (2008, dz. I m. wspólnie z Francois Fargère’em) oraz w Cannes (2009, dz. I m. wspólnie z Christianem Bauerem).
Wielokrotny reprezentant Maroka i Francji w rozgrywkach drużynowych, między innymi:
- dziewięciokrotnie na olimpiadach szachowych (w latach 1988, 1990, 1992, 1994, 1996, 2000, 2004, 2006, 2008); dwukrotny indywidualny brązowy medalista (1990 – na I szachownicy, 2006 – na I szachownicy)[5]
- na drużynowych mistrzostwach świata (w roku 1989); w reprezentacji Afryki[6]
- na drużynowych mistrzostwach Europy (w roku 2013); wspólnie z drużyną srebrny medalista (2013)[7].

Najwyższy wynik rankingowy w dotychczasowej karierze osiągnął 1 lipca 2011; mając 2628 punktów, zajął wówczas 8. miejsce wśród szachistów francuskich.

## Życie prywatne
W maju 2007 Hicham Hamdouchi ożenił się z rumuńską (obecnie reprezentującą Francję) arcymistrzynią Adiną-Marią Bogzą.